# .vc
.vc is het achtervoegsel van domeinen van Saint Vincent en de Grenadines. De Sunrise period voor uitsluitend inwoners van de eilandengroep is beëindigd. Ook anderen kunnen nu domeinnamen voor .vc aanvragen.